# 2009年热带风暴格雷斯
热带风暴格雷斯（英語：Tropical Storm Grace）是2009年大西洋飓风季期间第七场获得命名的风暴，也是有纪录以来形成位置最偏东北方向的北大西洋热带气旋。系统于10月4日经亚速尔群岛上空的温带气旋发展形成，然后逐渐增强至最大持续风速每小时100公里的最高强度并发展出眼状特征，但由于行经海域水温偏低，中心附近的雷暴活动发展受限。10月6日，格雷斯失去热带天气系统特征，其残留最终同不列颠群岛附近的另一个天气系统融合。
这场风暴对陆地的影响很小，途经亚速尔群岛期间，部分离气旋中心较近的岛屿测得的风速达到每小时71公里，还出现中等程度降水。受格雷斯及其它因素的共同影响，葡萄牙降下暴雨，导致部分街道被淹。风暴残留之后还对爱尔兰和英国部分地区构成影响，当地测得约51毫米雨量和热带风暴强度大风，但没有造成破坏。

## 气象历史
热带风暴格雷斯源自9月27日纽芬兰岛瑞斯角（Cape Race）以东约755公里海域一股冷锋沿线形成的大规模温带气旋。系统起初同锢囚锋相联，低气压区脱离后逐渐呈现出热带天气系统特征。到10月1日时系统行经亚速尔群岛中部时，其中心附近已开始发展出降雨和雷暴活动。但到了第二天，系统关联的对流却又开始消退，美国国家飓风中心因此停止监控。接下来两天里，系统在亚速尔群岛附近的移动路线形成逆时针环路。10月4日下午，低气压区中心周围重新发展出对流，因此在圣米格尔岛附近升级成热带风暴。不过，美国国家飓风中心在系统已成为热带气旋后的连续数小时里都没有发布公告。
美国国家飓风中心于协调世界时10月4日下午15点发布针对气旋的首份公告，风暴获名“格雷斯”（Grace），成为2009年大西洋飓风季第七场获得命名的风暴。气旋的对流相对较强，围绕眼状特征旋转。虽然格雷斯行经洋面的水温通常来说不足以支撑热带气旋发展，但由于风切变很少，其对流依然得以持续。受西北大西洋上空的南向气流影响，风暴朝西北方向稳步前进。虽然行经洋面水温逐渐降低，但气旋还是有小幅强化，估计其风速于10月5日清晨达到每小时100公里。
受附近的大范围温带气旋影响，格雷斯的结构开始退化，对流逐渐减弱并且变得不对称。风暴此时所在海域水温仅有18摄氏度，这样的温度通常无法支撑对流发展。。10月5日，风暴中的降雨和雷暴活动持续消退，但仍然保持着深层暖芯这一标志性热带天气系统特征。10月6日清晨，美国国家飓风中心发布针对格雷斯的最后一份公告，称气旋已同东北大西洋上空的锋面天气系统融合，风暴关联的最低气压也是在这次融合前不久测得，低至986毫巴（百帕，29.12英寸汞柱）。格雷斯的温带残留接下来又持续了约18小时，最终于10月7日清晨在凯尔特海上空消散。不过，美国海军研究实验室还在继续监控，直至数小时后系统进入北海上空为止。
虽然美国国家飓风中心已把格雷斯正式归类为热带气旋，但法国气象局对此存在异议，并在递交世界气象组织的年度报告中声格雷斯不属热带天气系统。法国气象局称，虽然风暴拥有深层对流和眼状特征，风速还超过每小时95公里，但其总体发展过程更接近于不具备热带天气系统特征的中纬度气旋。该机构在实际操作中把格雷斯归类为亚热带气旋，还批评美国国家飓风中心是根据全球变暖和飓风活动逐渐增多的趋势来把风暴作为热带气旋处理。

## 影响和纪录

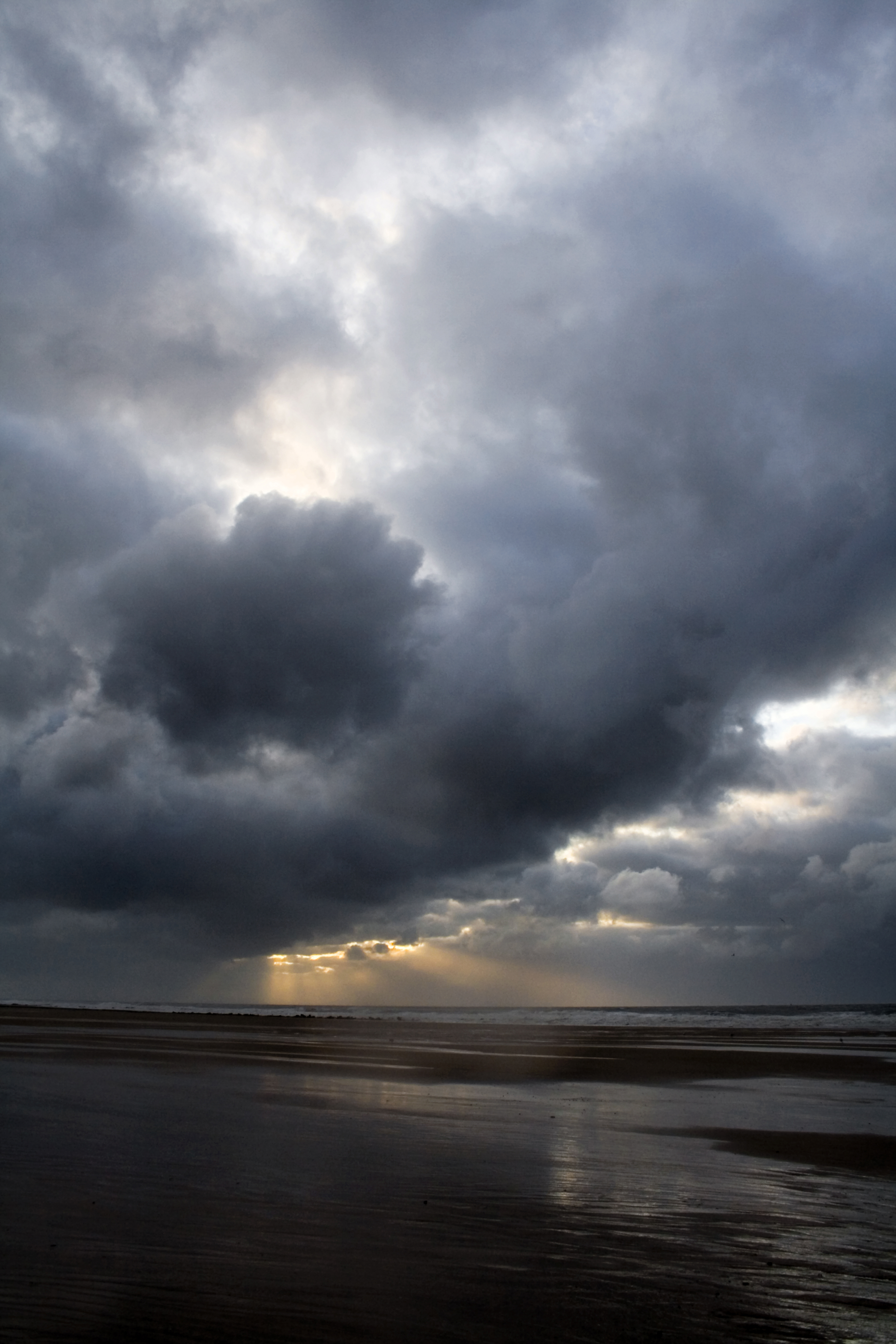
格雷斯的外围雨带令比利时乌云密布

气象机构将位于亚速尔群岛的格雷斯归类成热带气旋后，部分岛屿出现小雨和强风。蓬塔德尔加达测得时速71公里的阵风。10月6日同锋面天气系统融合期间，格雷斯的外围雨带在葡萄牙部分地区产生狂风暴雨，导致部分街道被淹，估计海拔略高的地点阵风时速超过80公里。
由于气旋抵达英国时移动速度相对较快，因此该国的降雨量并不高。爱尔兰的科克降下30毫米雨量，测得的持续风速只达到每小时37公里，韦克斯福德降下48毫米雨量，是该国降水最多的所在。威尔士近海的一个浮标测得时速66公里的持续风速，达到热带风暴标准下限。10月6日晚，格雷斯的残留进入威尔士陆地上空，在当地产生狂风暴雨。英国的最高降雨量为49毫米。呼号的“卡斯蒂略船长号”船只于10月5日在风暴中心以南约180公里洋面测得每小时72公里的持续风速。格雷斯的残留湿气还对另一个更强烈的气旋推波助澜，产生61毫米降水，在比利时部分地区引发洪灾。
气象部门在实际操作中直到风暴进行至北纬41.2°时才将其归类为热带风暴，格雷斯至此成功有纪录以来形成位置纬度最高的北大西洋热带气旋之一，仅次于1988年的热带风暴阿尔贝托。不过，气象机构之后经重新分析认定，格雷斯成为热带风暴的时间比初步预计要早12小时，所以位置应该南移至北纬38.5°。风暴还打破2005年时飓风文斯所创纪录，至今仍是形成位置最偏东北方向的北大西洋热带气旋。
美国国家飓风中心在针对格雷斯发布的热带气旋报告中自承预报工作做得一塌糊涂。10月1日，该机构在首度提及格雷斯的前身低气压区时就预计系统不会发展成热带或亚热带气旋，并且此后三天的热带天气展望中根本没有涉及这一天气系统，直到将其归类为热带风暴前不久才再度提及。这种情况的出现主要是因为风暴所在位置相对偏远，缺乏有效观测数据。